# 1. česká fotbalová liga 1995/1996
Sezóna 1995/96 1. české fotbalové ligy byla 3. sezónou v samostatné české lize. Začala 28. července 1995 a skončila 18. května 1996.

## Konečná tabulka
| Poř. | Tým                                          | Z  | V  | R  | P  | VG | OG | B  |
| ---- | -------------------------------------------- | -- | -- | -- | -- | -- | -- | -- |
| 1.   | SK Slavia Praha                              | 30 | 23 | 1  | 6  | 68 | 28 | 70 |
| 2.   | SK Sigma Olomouc MŽ                          | 30 | 19 | 4  | 7  | 54 | 33 | 61 |
| 3.   | FK Jablonec nad Nisou                        | 30 | 16 | 5  | 9  | 45 | 26 | 53 |
| 4.   | AC Sparta Praha (C) (P)                      | 30 | 14 | 7  | 9  | 56 | 35 | 49 |
| 5.   | FC Petra Drnovice                            | 30 | 14 | 6  | 10 | 53 | 40 | 48 |
| 6.   | FC Kaučuk Opava (N)                          | 30 | 13 | 7  | 10 | 40 | 34 | 46 |
| 7.   | FC Slovan Liberec                            | 30 | 12 | 8  | 10 | 34 | 30 | 44 |
| 8.   | FC Boby Brno                                 | 30 | 12 | 7  | 11 | 39 | 42 | 43 |
| 9.   | FC Viktoria Plzeň                            | 30 | 11 | 6  | 13 | 33 | 34 | 39 |
| 10.  | FK Viktoria Žižkov                           | 30 | 9  | 10 | 11 | 38 | 43 | 37 |
| 11.  | SK České Budějovice JČE                      | 30 | 10 | 7  | 13 | 35 | 47 | 37 |
| 12.  | FC Baník Ostrava                             | 30 | 10 | 5  | 15 | 40 | 46 | 35 |
| 13.  | FC Union Cheb                                | 30 | 8  | 9  | 13 | 35 | 47 | 33 |
| 14.  | SK Hradec Králové                            | 30 | 8  | 5  | 17 | 28 | 46 | 29 |
| 15.  | FC Svit Zlín                                 | 30 | 6  | 9  | 15 | 17 | 38 | 27 |
| 16.  | FC JOKO Slovácká Slavia Uherské Hradiště (N) | 30 | 3  | 8  | 19 | 19 | 65 | 17 |

Poznámky:
- Z = Odehrané zápasy; V = Vítězství; R = Remízy; P = Prohry; VG = Vstřelené góly; OG = Obdržené góly; B = Body
- (C) = obhájce titulu, (P) = vítěz Českého poháru, (N) = nováček (minulou sezónu hrál nižší soutěž a postoupil)

|  | Postup do Předkola (mistrovská kvalifikace) Ligy mistrů 1996/97 |
|  | Postup do PVP 1996/97                                           |
|  | Postup do Poháru UEFA 1996/97                                   |
|  | Postup do Poháru Intertoto 1996                                 |
|  | Sestup do 2. ligy 1996/97                                       |
|  | Mužstvo bylo po sezóně zrušeno                                  |

## Soupisky mužstev
- V závorce za jménem je uveden počet utkání a branek, u brankářů ještě počet čistých kont

### SK Slavia Praha
Jaromír Blažek (7/0/3),
Jan Stejskal (23/0/9) –
Radek Bejbl (28/9),
Roman Hogen (5/0),
Tomáš Hunal (20/0),
Martin Hyský (28/2),
Lukáš Jarolím (11/0),
Jindřich Jirásek (3/0),
Tomáš Klinka (2/0),
Luboš Kozel (14/2),
Ondrej Krištofík (24/1),
Jiří Lerch (19/1),
Dick Lidman (3/1),
Leoš Mitas (1/0),
Pavel Novotný (27/4),
Martin Pěnička (24/2),
Bohuslav Pixa (2/0),
Karel Poborský (26/10),
Jan Suchopárek (22/1),
Václav Spal (1/0),
Daniel Šmejkal (24/3),
Vladimír Šmicer (28/9),
Jiří Štajner (3/0),
Robert Vágner (28/11),
Jiří Vávra (26/3),
František Veselý (1/0),
Luděk Vyskočil (3/0) –
trenér František Cipro, asistent Josef Pešice.

### SK Sigma MŽ Olomouc
Martin Vaniak (30/0/11) –
Jiří Balcárek (25/5),
Miroslav Baranek (25/13),
Jiří Barbořík (25/3),
Marek Hollý (24/1),
Milan Kerbr (28/6),
Petr Kirschbaum (7/0),
Radim König (15/0),
Martin Kotůlek (20/1),
Michal Kovář (23/0),
Oldřich Machala (30/1),
Josef Mucha (27/6),
Radek Onderka (28/10),
Jiří Povišer (28/1),
Karel Rada (29/4),
Dalibor Slezák (5/0),
Martin Šavrňák (1/0),
Lubomír Štrbík (1/0),
Jiří Vaďura (27/2),
Petr Vybíral (8/0) –
trenér Karel Brückner, asistent Leoš Kalvoda.

### FK Jablonec nad Nisou
Zdeněk Jánoš (29/2/12),
Jiří Kobr (2/0/0) –
David Breda (25/2),
Pavel Horváth (20/3),
Radovan Hromádko (24/4),
Petr Jeník (1/0),
Pavel Jirousek (9/0),
David Lupa (1/0),
Pavel Medynský (27/1),
Jaromír Navrátil (28/7),
Robert Neumann (29/3),
Pavel Pěnička (28/3),
Martin Procházka (28/5),
Richard Sitarčík (3/0),
Roman Skuhravý (25/3),
Roman Sokol (21/2),
Jan Sopko (25/2),
Vlastimil Svoboda (28/0),
Aleš Vaněček (3/0),
Martin Vejprava (25/0),
Prokop Výravský (1/0),
Luděk Zelenka (29/7) –
trenér Jiří Kotrba, asistent Zdeněk Klucký

### AC Sparta Praha
Petr Kostelník (2/0/0)
Petr Kouba (28/0/10) –
Václav Budka (18/2),
Martin Frýdek (28/4),
Peter Gunda (2/0),
Michal Horňák (25/1),
Jan Koller (24/4),
Vratislav Lokvenc (29/9),
Lumír Mistr (26/7),
Pavel Nedvěd (27/14),
Josef Němec (18/1),
Jiří Novotný (14/0),
Josef Obajdin (13/1),
Antonín Plachý (9/0),
Tomáš Požár (16/0),
Miroslav Rada (8/0),
Tomáš Řepka (29/3),
Horst Siegl (2/1),
Luděk Stracený (3/0),
Zdeněk Svoboda (26/4),
Roman Týce (18/0),
Roman Vonášek (22/4),
Tomáš Votava (7/0),
Jan Zakopal (1/0) –
trenér Jozef Jarabinský (1.–15. kolo) a Vlastimil Petržela (16.–30. kolo), asistent Vladimír Borovička

### FC Petra Drnovice
Pavel Barcuch (10/0/2),
Tomáš Bernady (20/0/7) –
Jan Baránek (29/2),
Radek Drulák (29/22),
Pavel Harazim (15/1),
Petr Hruška (18/1),
Richard Jukl (18/1),
Róbert Kafka (28/1),
Luboš Kubík (14/2),
Edvard Lasota (29/7),
Aleš Nešický (20/0),
Roman Pavelka (5/0),
Milan Poštulka (14/0),
Dušan Rupec (9/0),
Albert Rusnák (22/1),
Jaroslav Schindler (8/0),
Jaroslav Šilhavý (18/2),
Michal Šlachta (23/1),
Lubomír Šmerda (1/0),
Jaroslav Timko (27/9),
Pavol Vaškovič (1/0),
Petr Veselý (15/2),
Jozef Weber (27/1) –
trenér Stanislav Jarábek, asistent Josef Kolečko

### FC Kaučuk Opava
Vilém Axmann (8/0/2),
Miroslav Mentel (23/0/6) –
Jiří Bartl (27/11),
Ivo Farský (14/0),
Alois Grussmann (28/5),
Michal Hampel (11/0),
Roman Hendrych (26/2),
Roman Janoušek (7/2),
Miroslav Kamas (23/1),
Pavel Kobylka (5/0),
Jaroslav Kolínek (16/1),
Radim Kučera (29/1),
Martin Mikula (20/1),
Miroslav Onufer (24/1),
Karel Orel (29/1),
Jan Pejša (14/1),
Radomír Prasek (15/4),
Martin Rozhon (26/6),
Aleš Rozsypal (23/0),
Lumír Sedláček (6/0),
Ivan Václavík (20/0),
Duško Vicković (4/0) –
trenér Petr Žemlík, asistent Jiří Berousek

### FC Slovan Liberec
Ladislav Maier (30/0/15) –
Petr Bulíř (18/1),
Pavel Čapek (4/0),
Martin Čupr (26/1),
Karel Dobš (2/0),
Martin Hašek (26/4),
Martin Hřídel (27/2),
Libor Janáček (29/4),
Pavel Janeček (18/2),
Jiří Ješeta (6/0),
Josef Jinoch (26/3),
Luděk Klusáček (25/1),
Boris Kočí (7/0),
Roman Leitner (1/0),
Josef Lexa (24/1),
Oleh Lyzohub (21/0),
Marcel Mácha (1/0),
Josef Nesvačil (14/0),
Josef Obajdin (14/5),
Zbyněk Rampáček (26/2),
Jiří Studeník (1/0),
Zdeněk Vacek (2/0),
Pavol Vaškovič (11/0),
Jaroslav Vodička (4/1),
Benjamin Vomáčka (12/0),
Matt Winecki (3/0),
Luboš Zákostelský (25/4) –
trenér Vlastimil Petržela (1.-15. kolo) a Jiří Štol (16.-30. kolo), asistenti Jiří Štol a Josef Petřík

### FC Boby Brno
Luboš Přibyl (27/0/8),
Radim Vlasák (4/0/1) –
Petr Baštař (5/0),
Marcel Cupák (30/5),
Richard Dostálek (25/7),
Pavel Holomek (30/5),
Vladimír Chaloupka (6/0),
Petr Kocman (22/1),
Přemysl Kovář (2/0),
Petr Křivánek (29/0),
Roman Kukleta (8/3),
Petr Maléř (17/0),
Jan Maroši (27/2),
Milan Pacanda (8/0),
Jan Palinek (28/1),
Patrik Siegl (29/1),
Martin Špinar (5/0),
Zdeněk Valnoha (29/2),
Viliam Vidumský (26/0),
René Wagner (26/11),
Marek Zúbek (17/1) –
trenér Petr Uličný, asistent Karel Večeřa

### FC Viktoria Plzeň
Michal Čaloun (29/0/9),
Radomír Havel (1/0/0) –
Zdeněk Bečka (29/2),
Libor Čihák (6/0),
Michal Drahorád (5/0),
Tomáš Heřman (30/6),
Miroslav Janota (28/0),
Roman Janoušek (19/6),
Patrik Ježek (21/0),
Petr Královec (3/0),
Martin Kulhánek (27/2),
Miroslav Mika (27/2),
Vladimír Myslík (1/0),
Jaromír Plocek (28/0),
Stanislav Purkart (27/2),
Jiří Skála (28/2),
Miloš Slabý (25/4),
Jiří Studeník (17/0),
Jiří Šanda (1/0),
Václav Ušák (5/0),
Pavel Vaigl (1/0),
Jan Velkoborský (2/0),
Petr Vlček (29/6) –
trenér Jaroslav Hřebík, asistent Antonín Dvořák

### FK Viktoria Žižkov
Oldřich Pařízek (19/0/6),
Juraj Šimurka (13/0/3) –
Michal Bílek (29/6),
Jan Buryán (10/0),
Jiří Časko (29/0),
Petr Gabriel (30/0),
Petr Holota (27/2),
Miloslav Kordule (24/8),
František Koubek (12/0),
Jozef Kožlej (21/4),
Tomáš Krejčík (12/1),
Jaroslav Ložek (28/0),
Jozef Majoroš (28/3),
Daniel Mašek (15/4),
Štefan Mihálik (1/0),
Antonín Mlejnský (21/1),
Michal Nehoda (16/2),
Tibor Notin (18/1),
Michal Petrouš (15/1),
Ivan Pihávek (4/0),
Karel Poborský (1/0),
Marek Trval (18/3),
Tomáš Urban (10/1),
Karel Valkoun (6/0) –
trenér František Kopač, asistent Václav Hradecký

### SK České Budějovice JČE
Josef Bejr (4/0/1),
Peter Holec (28/0/9) –
Pavel Babka (28/2),
Milan Barteska (26/3),
Vladimír Blüml (2/0),
Erich Brabec (12/0),
Michal Brozman (4/0),
Ladislav Fujdiar (27/4),
Martin Havel (2/0),
Zdeněk Hrdina (12/0),
Libor Koller (29/1),
Jozef Kostelník (7/0),
Petr Krištůfek (15/0),
Stanislav Marek (26/0),
Pavel Mejdr (15/0),
Jiří Novák (14/0),
Tomáš Řehoř (3/0),
Jan Saidl (30/11),
Petr Strnadel (5/0),
Radek Tejml (20/0),
Karel Vácha (23/11),
Ivan Valachovič (25/1),
Jiří Vlček (1/0),
Stanislav Vlček (15/0),
Martin Wohlgemuth (26/2) –
trenér Pavel Tobiáš, asistent Daniel Drahokoupil

### FC Baník Ostrava OKD
Vít Baránek (11/0/1),
Norbert Juračka (19/0/3),
Jakub Kafka (3/0/0) –
René Bolf (3/0),
Peter Bugár (9/2),
Petr Bystroň (6/1),
Vladimír Čáp (9/0),
Václav Činčala (20/3),
Martin Čížek (27/9),
Milan Duhan (20/2),
Tomáš Galásek (26/5),
Pavel Harazim (14/0),
Richard Hrotek (6/0),
Marek Jankulovski (9/1),
Roman Klimeš (18/0),
Luboš Knoflíček (14/3),
Pavel Kubánek (8/0),
Karel Kulyk (8/0),
Petr Mašlej (21/3),
Roman Nohavica (25/1),
Michal Ondráček (13/0),
Michal Pančík (9/2),
Aleš Pikl (7/1),
Marek Poštulka (7/0),
Petr Ruman (24/3),
Radek Slončík (23/0),
David Sourada (13/0),
Vítězslav Tuma (5/1),
Petr Veselý (14/1),
Luděk Zdráhal (13/1) –
trenér Jaroslav Janoš (1.–5. kolo), Ján Zachar (6.–30. kolo), asistent Jaroslav Janoš a Rostislav Vojáček

### FC Union Cheb
Radek Černý (12/0/3),
Jiří Krbeček (2/0/1),
Michal Kýček (3/0/1),
Jan Vojnar (11/0/2),
Jiří Vosyka (4/0/1) –
Miroslav Baček (19/1),
Július Bielik (8/0),
Pavel Drsek (11/0),
Roman Faic (23/0),
Milan Forgáč (6/0),
Roman Gibala (28/3),
Michal Hrbek (21/2),
Lukáš Jarolím (5/0),
Jaromír Jindráček (29/9),
Pavel Jirousek (7/0),
Marián Klago (26/4),
Robert Matějíček (1/0),
Martin Müller (28/2),
Viktor Naar (1/0),
Radim Nečas (14/4),
Michal Petrouš (10/0),
Jaroslav Sláma (29/1),
František Šamberger (21/2),
Miroslav Šebesta (9/1),
Milan Šedivý (18/1),
Radek Šindelář (23/2),
Marcel Švejdík (15/2),
Karel Tichota (11/0),
Pavel Veleman (1/0),
František Veselý (9/1),
Prokop Výravský (7/0) –
trenér František Plass, asistent Július Bielik

### SK Hradec Králové
Tomáš Poštulka (14/0/7),
Stanislav Vahala (17/0/1) –
Aleš Bednář (2/0),
Július Bielik (11/0),
Pavel Černý (26/10),
Peter Drozd (24/1),
Jozef Džubara (13/0),
Radim Holub (22/0),
Aleš Hynek (25/0),
Miroslav Jirka (3/0),
Daniel Kaplan (13/2),
Marek Kincl (5/0),
Michal Lesák (5/0),
Daniel Mašek (7/2),
Jaroslav Michalička (11/0),
Bohuslav Pilný (7/0),
Petr Pokorný (6/0),
Milan Ptáček (17/0),
Rudolf Rehák (13/0),
Petr Samec (20/5),
Dalibor Slezák (14/3),
Jiří Studeník (7/0),
Dušan Suchý (3/0),
Michal Šmarda (27/4),
Ivo Ulich (27/1),
Tomáš Urban (14/0),
Karel Urbánek (20/0),
Jaroslav Vrábel (15/0),
Roman Zelenay (13/0),
David Zoubek (3/0) –
trenér Luděk Zajíc (1.–15. kolo), Dušan Radolský (16.–30. kolo), asistent Karel Krejčík

### FC Svit Zlín
Radovan Krása (1/0/0),
František Ondrůšek (29/0/9) –
Petr Brabec (8/0),
Miroslav Březík (4/0),
Tomáš Čapka (8/2),
Petr Červenka (6/0),
Karel Dobš (11/0),
Stanislav Dostál (8/0),
Josef Dvorník (1/0),
Michal Gottwald (2/0),
Andrij Hryščenko (15/0),
Milan Hanko (4/0),
Michal Hlavňovský (9/1),
Slavomír Hodúl (18/1),
Pavel Hoftych (11/0),
Miroslav Holeňák (29/1),
Marián Chlad (8/0),
Tomáš Janda (14/3),
Petr Klhůfek (29/2),
Marcel Litoš (21/0),
Tibor Mičinec (16/0),
Miroslav Mikulík (24/2),
Róbert Novák (17/1),
Serhij Osadčyj (8/0),
Rudolf Otepka (15/1),
Roman Sedláček (5/0),
Dalibor Slezák (10/1)
Vladimír Sýkora (11/0)
Ondrej Šmelko (13/2),
Roman Šťástka (7/0),
Jaroslav Švach (13/0),
Marcel Švejdík (13/0),
Dušan Tesařík (24/0),
Vladimír Vítek (8/0),
Karel Zámečník (1/0) –
trenér Verner Lička, asistent Igor Štefanko

### FC JOKO Slovácká Slavia Uherské Hradiště
Andrej Ljubčenko (13/0/1),
Josef Novák (10/0/0),
Jiří Vosyka (7/0/2) –
Libor Bužek (24/0),
Zdeněk Cihlář (3/0),
Bronislav Červenka (22/0),
Vladimír Hekerle (15/0),
Miroslav Hlahůlek (26/0),
Jiří Homola (14/0),
Vladimír Chaloupka (10/0),
Jaroslav Irovský (10/0),
Michal Kolomazník (13/3),
Miloslav Kufa (9/4),
Milan Kulyk (1/0),
Martin Maděra (1/0),
Stanislav Malůš (1/0),
Jaroslav Marx (23/0),
Igor Matušek (27/2),
Vladimír Michal (6/0),
Pavel Němčický (11/0),
Sergej Nikitin (7/0),
Jiří Pecha (21/4),
Miloslav Penner (26/1),
Petr Podaný (6/0),
Kasper Såby (6/2),
Michael Siegl (15/0),
Libor Soldán (29/3),
Pavel Svoboda (1/0),
Oleksij Tereščenko (25/0),
Václav Uhlíř (11/0),
Petr Vybíral (2/0) –
trenér Antonín Juran (1.–7. kolo), Jiří Nevrlý (8.–30. kolo), asistent Petr Vařecha